# Tlaxcala Fútbol Club
El Tlaxcala Fútbol Club, también conocido como Coyotes de Tlaxcala, es un equipo de fútbol mexicano que disputa sus partidos como local en  el estadio Tlahuicole en Tlaxcala, Tlaxcala. Juega en la Liga de Expansión MX.

## Historia
En la temporada 2013-14 de la Segunda División de México Liga Premier, la ciudad de Tlaxcala se encontraba representada por el equipo de Linces de Tlaxcala. Sin embargo por no ganar la final por el ascenso de dicha temporada y por falta de apoyo, para el torneo de Apertura 2014, la franquicia de Linces se mudó a Acapulco, reformando Internacional de Acapulco F.C. El Gobierno del Estado de Tlaxcala, Grupo Pachuca y Grupo Providencia, crearon en conjunto a un nuevo equipo de Tlaxcala, ya que Águilas Reales de Zacatecas cedió sus derechos (debido a que Tecos UAG del Ascenso MX mudo su franquicia a Zacatecas creando así a Mineros), y junto con el ascendido Tuzos Pachuca (Campeón de la temporada 2013-14 de la Tercera División de México o Liga TDP), mudaron su franquicia a la ciudad de Tlaxcala, para formar el Tlaxcala Fútbol Club conocido por el nombre de Coyotes. Siendo este equipo es totalmente distinto a Linces. El 13 de agosto se presentó al equipo, y su mote sería "Coyotes", manejados por la administración de Andrés Fassi. El 22 de febrero de 2015 Jugó un Amistoso con Talleres de Córdoba, el cual terminaría 2-2.
El equipo desde su fundación, ha marcado protagonismo en el tercer nivel del fútbol en México, ya que siempre se ha clasificado a la fase de liguilla. En el Apertura 2014 el encargado de dirigir al equipo fue Pablo Sabater. El equipo recién creado se clasifica a la liguilla por el ascenso, esta vez se mide en cuartos de final contra Cruz Azul Hidalgo con el cual pierde en la ida en el estadio 10 de Diciembre por marcador de 1-0. La vuelta se jugó en el Tlahuicole remontando el marcador global, obteniendo la victoria por 2-0 y un global de 2-1 en favor de los Coyotes. En Semifinales enfrenta a Cimarrones de Sonora obteniendo una derrota en el juego de ida por 3-1 y en la vuelta empatar 0-0 con lo que quedan eliminados, siendo a la postre el campeón de este torneo los Potros de la Universidad Autónoma del Estado de México.
En el Clausura 2015 nuevamente clasifica Coyotes a la liguilla con un buen torneo en el cual termina como quinto lugar en la tabla general con 26 puntos. En cuartos de final se enfrenta a Loros de la Universidad de Colima, obteniendo un buen resultado en la ida en el estadio Tlahuicole con marcador de 2-0. En la vuelta Coyotes toma un parado muy diferente al partido de ida y eso hace que caiga sorpresivamente de último minuto 2-0 con lo cual Loros obtuvo su pase a semifinal y torneo en el cual se coronaría como campeón.

#### Primera Final (Subcampeonato)
Para el Apertura 2015 haciendo un exitoso torneo se obtiene el primer lugar general del torneo con 39 puntos. En este torneo el equipo se encuentra en cuartos de final a Pioneros de Cancún. El juego de ida en el Estadio Andrés Quintana Roo el conjunto local se impone 3-1 con lo cual se tornaba complicado el juego de vuelta para los hasta ese momento dirigidos por Ariel Sabater. El juego de vuelta fue muy complicado ya que Coyotes caía 1-0 en el minuto 25, pero un regreso espectacular de Coyotes puso 2-1 las cosas para el fin del primer tiempo. Coyotes solo requería un gol para clasificarse a Semifinales por el criterio de posición en la tabla, y lo obtuvo por la vía del penal al minuto 72 para clasificarse con marcador de 3-1 y global de 4-4 a Semifinales. En Semifinales se encuentra nuevamente en liguilla a los Loros de la Universidad de Colima, obteniendo en el juego de ida un marcador de 1-1 y en la vuelta en el estadio Tlahuicole los Coyotes ganan de último minuto 2-1, con lo que obtienen su pase a la Final. La Final se jugaría ante Potros de la Universidad Autónoma del Estado de México, la cual se jugó primero en la Ciudad de Toluca en el estadio Alberto "Chivo" Córdoba. En este partido el juego terminó 0-0 y con sabor amargo para Coyotes, ya que casi al finalizar el partido se falló una jugada clara mano a mano frente al portero rival. La vuelta se jugaría el 12 de diciembre de 2015 en Tlaxcala en el Estadio Tlahuicole. Con un estadio a reventar, el partido se fue alargando hasta que en un error en la salida entre un defensor y el portero de Coyotes, fue consecuencia en el gol de Potros que al minuto 70 marcaron el único gol, con lo que Potros se coronaría campeón de Liga y Coyotes tuvo que conformarse con el Subcampeonato, siendo hasta ese entonces el mayor logro del equipo y hasta la actualidad la única derrota en juegos oficiales de Coyotes en el Estadio Tlahuicole.
Para el Clausura 2016 el equipo obtiene el 3° lugar general con 34 puntos y cociente de 2.2667; en este torneo solo alcanzó a llegar a cuartos de final al enfrentar a Murciélagos F.C., con marcador en la ida en Guamúchil, Sinaloa de 2-0 en favor de los locales y un 1-1 en el Estadio Tlahuicole, con lo cual el sueño de ser campeón fue nuevamente truncado y, a la postre Murciélagos fuese Subcampeón de dicho certamen, cayendo ante Tampico Madero. Sabater sería cesado de su cargo al Final del Torneo.
Primer Título Segunda División (Liga Premier de Ascenso)
Para Apertura 2016 Contrataron al DT Silvio Rudman. Ante una gran campaña regular se ubican en tercer lugar de la tabla general de este certamen, por lo que respectivamente se enfrenta ante Santos de Soledad de San Luis, venciéndolo de ida con un 1-0, mientras que la vuelta 2-0 a favor de Coyotes. Después le toca enfrentar Cuervos JAP donde la ida quedan con un solitario 0-0, en la vuelta en una grandísima actuación en el Estadio Tlahuicole propinan una goleada ante su rival de 4-0, por lo que la final sería ante Irapuato FC, en donde la ida se disputa en Irapuato, en un ambiente tenso para Coyotes, estos anotan el 1-0 de autor de Víctor Mañon, después cae el 2-0 provocado por un autogol de la localía, Sin embargo la historia cambió en este mismo enfrentamiento cayendo el 2-1 con gol de Salvador Razo, minutos breves después cae el empate ante una media vuelta por parte de Kevin Favela. Minuto después cae un gol por parte de Coyotes, como autor de nuevo Víctor Mañon, pero al final del partido ante un penal dudoso anota Kevin Favela de nuevo, desde punto penal. La vuelta sería en Tlaxcala, donde ante un estadio lleno jugarían lo que sería una gran final que los esperaba. En el transcurso del partido iniciarían ganando los visitantes, no obstante, a minutos antes de agotarse el primer tiempo empatan los Coyotes. En el segundo tiempo anotaría de nuevo los visitantes con gol de Kevin Favela. Pero 4 minutos después vuelve a anotar Coyotes con tiro libre pero considerado autogol por el rebote el balón a un defensa de los visitantes. Después de 30 minutos agónicos de tiempo extra, esto se definía a punto penal donde una grandiosa actuación por parte de Sebastián Fassi y la última anotación en vía punto penal por parte de Víctor Mañon, dejando los penales con marcador unánime de 4-2, así los Coyotes ganarían su primer título de Segunda División en su historia, y además ganar medio boleto rumbo a Ascenso MX.
Segundo Título Segunda División  y Campeón de Ascenso (Liga Premier de Ascenso)
En el Clausura 2017 Termina la temporada Como líder del grupo 3 clasificando a la liguilla para enfrentar en cuartos de final a Inter Playa dejándolo en el camino con un marcador global de 4 - 2, en semifinales derrota a La Piedad con un apretado marcador global de 2 - 1, con esto llega a la final para enfrentar nuevamente como en el torneo anterior a Club Irapuato al cual vuelve a vencer ahora con un marcador global de 4 - 0, de esta forma obtiene su segundo título Segunda LPA, y por ser bicampeón se le otrogo el trofeo de Campeón de Ascenso de la liga premier de la Temporada 2016-17, y de manera automática lograría su ascenso al Ascenso MX.
Sin embargo por falta de capacidad de su estadio no pudo participar en la temporada 2017-18, de acuerdo a la reglamentación de la liga Ascenso Bancomer MX se le guardará su lugar para que pueda jugar hasta el Apertura 2018, tomando en cuenta que el equipo no puede hacer cambios de sede, se espera haga efectiva esta prórroga en este año ya sea por aumento de la capacidad de su estadio o por la construcción de un nuevo inmueble.
En mayo de 2018 se le retira su lugar en el Ascenso MX al no lograr a tiempo la certificación en su estadio para poder jugar el torneo, tras esto, el equipo reactiva su franquicia y continúa jugando en Liga Premier.
| 1  |  | Bandera de México    | Sebastián Fassi   |
| 3  |  | Bandera de México    | Javier Santillán  |
| 13 |  | Bandera de México    | Axel Villagran    |
| 14 |  | Bandera de México    | Brandon Ríos      |
| 15 |  | Bandera de México    | Gabriel Báez      |
| 8  |  | Bandera de México    | Eder López        |
| 10 |  | Bandera de México    | Ángel Bautista    |
| 11 |  | Bandera de México    | Ángel Morales     |
| 18 |  | Bandera de México    | José Almanza      |
| 23 |  | Bandera de México    | Marcelo Gracia    |
| 27 |  | Bandera de México    | Víctor Mañón      |
|    |  |                      |                   |
| 22 |  | Bandera de México    | José González     |
| 2  |  | Bandera de México    | Francisco García  |
| 4  |  | Bandera de México    | Óscar Torres      |
| 21 |  | Bandera de México    | David Carmona     |
| 24 |  | Bandera de Colombia  | Boris Palacios    |
| 28 |  | Bandera de Ecuador   | Jackson Romero    |
| 19 |  | Bandera de México    | Eduardo Rodríguez |
|    |  |                      |                   |
| 25 |  | Bandera de México    | Juan Jiménez      |
| 5  |  | Bandera de México    | Héctor López      |
| 16 |  | Bandera de México    | Gilfredo Castro   |
| 26 |  | Bandera de México    | Daniel Acosta     |
| 6  |  | Bandera de México    | Marco Rojas       |
| 7  |  | Bandera de México    | Christian Díaz    |
| 17 |  | Bandera de México    | Josue Mercado     |
| 9  |  | Bandera de México    | Raúl Meraz        |
|    |  |                      |                   |
| DT |  | Bandera de Argentina | Silvio Rudman     |

#### Segundo subcampeonato y Racha irregular (2018-2019)
Tras ganar el bicampeonato, por no cumplir con ciertos requisitos,  coyotes se le guardo la franquicia por un año, pero se le permitió jugar en la Renombrada Serie B (antes llamada Liga de Nuevos Talentos) de la Segunda División. En el Apertura 2017 tuvieron un gran desempeño, llegando así a la final, pero perdiéndola con un marcador global de 2-1 con Yalmakan. El Clausura 2018 no lograron clasificarse a la liguilla, el cual derivo que el DT Silvio Rudman renunciara. Debido a que se le retiro su lugar en el ascenso por no cumplir con tiempo y forma su estadio, se le permitió competir nuevamente en la Serie A (antes Liga Premier) de la Segunda División. Esta temporada se convirtió en un torneo largo  (2018-2019). El DT elegido fue Miguel Gómez, el cual se esperaba que hiciera la misma Azaña, que hizo con Linces de Tlaxcala (Campeón del Apertura 2013), sin embargo no tuvo los resultados esperados y fue cesado. Tiempo después llegó Isidro Sánchez (hijo de José Luis Sánchez Sola "Chelis"), para tomar la rienda del equipo, sin embargo no se logró clasificar a la liguilla y al final del torneo salió del equipo. 

#### Campeonato Internacional Premier
Para la temporada 2019-2020 se eligió como DT a Lorenzo Sáez "El Torpedo". Tras varias temporadas sin algún campeonato, en 2019 la Liga Premier creo el Primer Torneo Internacional Premier Celebrado en Cancún, en el cual participaron 4 Equipos Internacionales y 4 Equipos de la Serie A (donde uno de ellos era coyotes), de la mano de Lorenzo y sus pupilos, el equipo logró alzar este título, venciendo en penales 5-4 a Tepatitlán, siendo así su Primer Titulo Internacional. Sin embargo el torneo de la Serie A se canceló debido a la pandemia del COVID 19, y no hubo campeón. El Torpedo, pese a ser campeón, no llegó a un acuerdo con el club y salió del equipo.

#### Liga de Expansión MX
En abril de 2020 se iniciaron los trámites para convertir el Ascenso MX en una Liga de Desarrollo con el objetivo de rescatar a los equipos de esta liga con problemas financieros y evitar de esta forma la desaparición de la Segunda División en México. El 26 de junio se anunció que tres equipos de la Liga Premier formarían parte de la nueva categoría como invitados, siendo el Tlaxcala uno de los candidatos mencionados por la prensa debido a su buen desempeño deportivo y su reciente infraestructura, finalmente, el 17 de julio se confirmó la participación del equipo en la Liga de Expansión MX. De esta forma, el equipo consiguió el ascenso (administrativo) de categoría que no pudo obtener anteriormente. El DT elegido fue Irving Rubirosa.
El 19 de agosto se presentó el debut del equipo en la nueva liga (Guardianes 2020), en el partido los Coyotes derrotaron de visitante a los Mineros de Zacatecas, por un marcador de 1-2. El 2 de septiembre se celebró el primer partido como local, recibiendo a Celaya en la Unidad Deportiva José Brindis de Nanacamilpa, debido a que el Estadio Tlahuicole aún no estaba listo, fue hasta el 15 del mismo mes cuando se pudo debutar en su estadio oficial, recibiendo a los Leones Negros de la U. de G., el juego terminó con derrota de 1-3 ante los melenudos. El equipo finalizó el torneo regular en la décima posición, por lo que calificó a la etapa de Reclasificación, en esta fase los Coyotes eliminaron al Cancún Fútbol Club tras derrotarlos a domicilio por 1-2, sin embargo, en la ronda cuartos de final el equipo tlaxcalteca fue derrotado por el Atlético Morelia con un marcador global de 5-0. 
Después del debut de la Liga de Expansión, tiempo después Rubirosa salió del equipo al no conseguir los objetivos, y así desfilaron varios técnicos sin pena ni gloria, el último Luis Orozco (este DT termino en último lugar de la tabla de cocientes de la temporada 2024-25 de la Liga de Expansión).

## Estadio

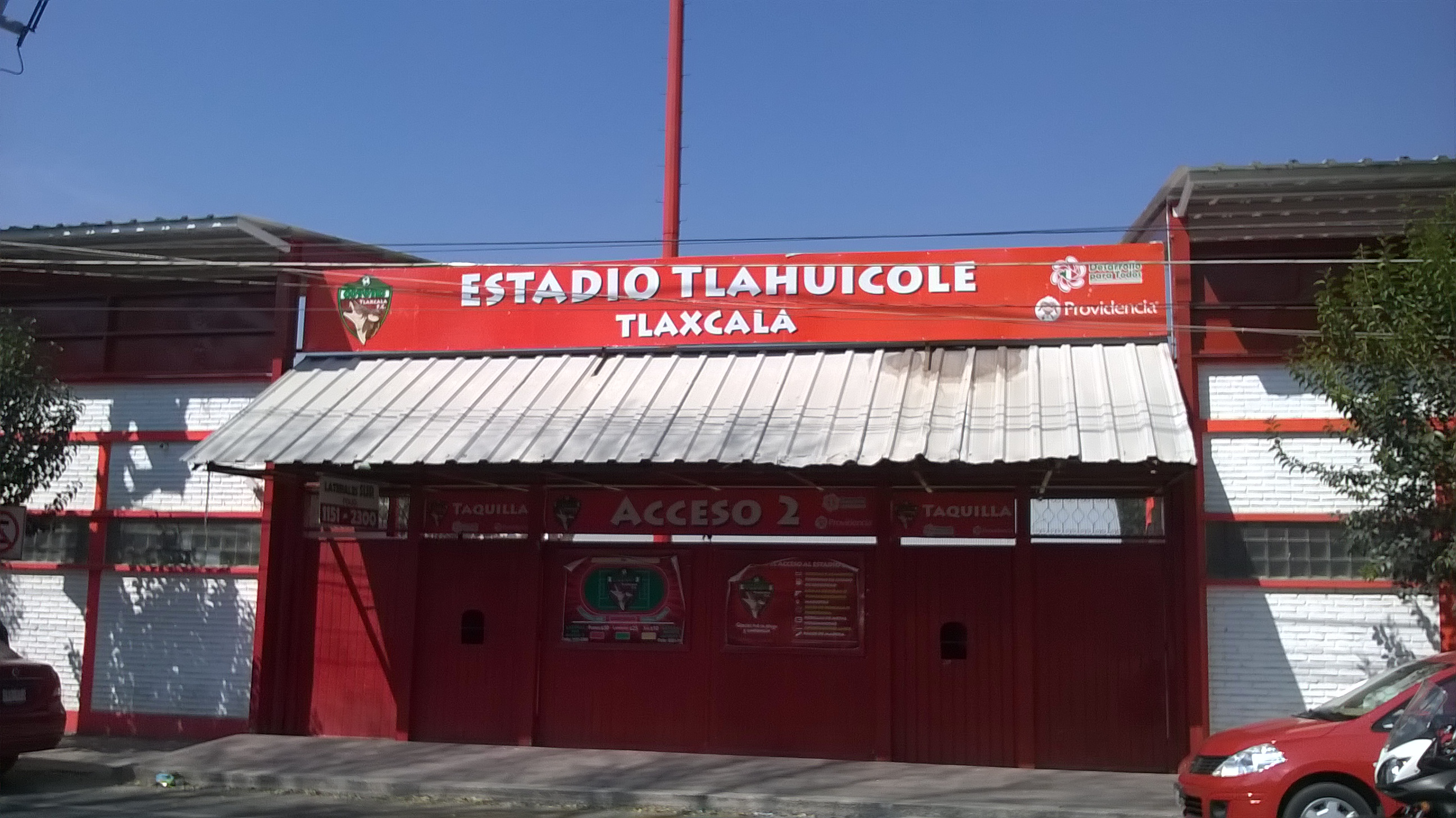
Estadio Tlahuicole.

#### Estadio Tlahuicole (2014-2018, 2020-presente)
El Estadio Tlahuicole es el escenario que utiliza el equipo Coyotes de Tlaxcala de la Liga de Expansión MX,  Coyotas de Tlaxcala y categorías inferiores. Fue casa de los extintos equipos: Lobos de Tlaxcala (1973-2011), Guerreros de Tlaxcala (2003-2004), Linces de Tlaxcala (2013-2014) y Coyotes B (2016-2018). Tras la obtención del ascenso, el gobierno del estado inició la ampliación del estadio para cumplir los requisitos del Ascenso MX. Esto se hizo derribando la escuela de educación física y la grada de la zona poniente. Tras la reconstrucción del inmueble, la capacidad actual del estadio es de 12,000 espectadores aproximadamente. En octubre de 2020 comenzó la construcción de las dos tribunas de cabecera, con las cuales se ampliará la capacidad del Tlahuicole en 5,000 espectadores, con lo que conseguirá un aforo aproximado para 15,600 aficionados, con esto se estima finalizar las obras del estadio en abril de 2021.

#### Estadio Prospero Cahuantzi (2018-2019)
Durante la temporada 2018-19 de la Serie A, debido a la demolición y reconstrucción de su sede original (Estadio Tlahuicole), el equipo jugó sus partidos como local en la Unidad Deportiva Próspero Cahuantzi ubicada en el municipio de Santa Ana Chiautempan, este recinto tiene una capacidad aproximada para albergar a 3,000 espectadores, multiusos para juegos de futbol y beisbol.

#### Unidad deportiva José Brindis (2019-2020)
En la temporada 2019-2020, para promocionar el santuario de las luciérnagas, y por cuestiones de logística, el equipo tuvo como sede alternativa el estadio de la Unidad Deportiva José Brindis en Nanacamilpa, Tlaxcala. Este recinto tiene una capacidad para albergar a unos 5,000 espectadores. Mientras se afinaban los últimos detalles de la remodelación, para poder regresar al Estadio Tlahuicole en la J5, el 2 de septiembre de 2020 se convirtió en la sede del primer partido como local de los Coyotes en la Liga de Expansión MX, correspondiente a la jornada 3 del torneo Guardianes 2020, en el partido el equipo tlaxcalteca terminó empatando 1-1 frente al Celaya.

## Afición
Cuentan con una gran afición, la barra oficial del equipo es La Clandestina que asiste a todos los partidos que juegan en casa. Esta barra comienza apoyando a los Linces de Tlaxcala antes de pasar a ser el Inter de Acapulco en la Segunda División de México.
Surgen nuevos grupos en apoyo del equipo tlaxcalteca, uno de ellos llamado la Super Porra. Después de cierto tiempo, en 2016 surge el tercer grupo de animación oficial: La Porra Amigos Coyotes, cuyo padrino es el vicepresidente del club, Ismael Herrera Coca.
Tras mudarse el equipo de manera temporal a la unidad deportiva José Brindis en Nanacamilpa, Tlaxcala surge la Super Porra Nanacamilpa, la cual se disolveria, al regresar el equipo al estadio Tlahuicole.
También surgen diferentes páginas creadas por los aficionados como "Yo Soy Coyote ", "Afición Coyotes Tlaxcala", "CoyotesTlaxcalaball" entre otras las cuales buscan difundir y lograr el apoyo de su afición.

## Jugadores

### Altas y bajas: Apertura 2025
| Altas               | Altas         | Altas                              | Altas                      |
| Jugador             | Posición      | Procedencia                        | Tipo                       |
| ------------------- | ------------- | ---------------------------------- | -------------------------- |
| Fernando Mata       | Portero       | Mineros de Zacatecas               | Traspaso                   |
| Víctor Mendoza      | Portero       | Atlante F.C.                       | Libre                      |
| Abraham Nuño        | Portero       | F.C. Juárez U23                    | Libre                      |
| Andrey Luna         | Portero       | Escuela filial Coyotes Ixtacuixtla | Promovido al primer equipo |
| David González      | Defensa       | Ranger's F.C.                      | Traspaso                   |
| Leonel Palma        | Defensa       | Savannah Clovers FC                | Libre                      |
| Said Castañeda      | Defensa       | Tepatitlán F.C.                    | Libre                      |
| Julio Barragán      | Defensa       | Venados F.C.                       | Libre                      |
| Franco Buganza      | Defensa       | Mineros de Fresnillo FC            | ?                          |
| Fábio Erins         | Defensa       | CD Alcains                         | Libre                      |
| Salvador Pliego     | Defensa       | Davao Águilas FC                   | Libre                      |
| Edgar Iván Solís    | Defensa       | Bandera de ?                       | Regresó del retiro         |
| Alejandro Viniegra  | Mediocampista | C.D. Santa Clara                   | Libre                      |
| Alan Godínez        | Mediocampista | Inter Playa del Carmen             | Traspaso                   |
| Adán Zaragoza       | Mediocampista | Cancún F.C.                        | Libre                      |
| Juan Lázaro         | Mediocampista | Caja Oblatos CFD                   | Libre                      |
| Fernando Plascencia | Mediocampista | U.E. Santa Coloma                  | Libre                      |
| Diego Carmona       | Mediocampista | Toros Tlaxco F.C.                  | Traspaso                   |
| Leonardo Becerra    | Mediocampista | Club Necaxa                        | Préstamo                   |
| Paul Castillo       | Mediocampista | Mineros de Zacatecas               | Traspaso                   |
| Hugo Rojas          | Mediocampista | Diablos Tesistán F.C.              | Traspaso                   |
| Jonatan Vázquez     | Mediocampista | Zacatepec F.C.                     | Libre                      |
| Shaid Martínez      | Mediocampista | Deportivo Tala F.C.                | Traspaso                   |
| Ricardo García      | Mediocampista | Bandera de ?                       | Libre                      |
| Fabián Partida      | Mediocampista | Bandera de ?                       | Libre                      |
| Facu Esnáider       | Mediocampista | Getafe C.F. "B"                    | Traspaso                   |
| Duilio Tejeda       | Mediocampista | Celaya F.C.                        | Libre                      |
| Pablo González      | Mediocampista | Club Puebla                        | Libre                      |
| Leonardo Herrlein   | Delantero     | Zacatepec F.C.                     | Libre                      |
| Christian Henrique  | Delantero     | A.C. d'Escaldes                    | Libre                      |
| Héctor Guerrero     | Delantero     | Club Necaxa                        | Préstamo                   |
| Erick Robles        | Delantero     | Guerreros de Autlán                | Traspaso                   |
| Leandro Carvalho    | Delantero     | Águia de Marabá F.C.               | Libre                      |
| Salomón Obama       | Delantero     | Ranger's F.C.                      | Libre                      |

| Bajas               | Bajas         | Bajas                | Bajas           |
| Jugador             | Posición      | Procedencia          | Tipo            |
| ------------------- | ------------- | -------------------- | --------------- |
| Emiliano Palomo     | Portero       | Jaguares F.C.        | Fin de contrato |
| Alfredo González    | Portero       | Bandera de ?         | Fin de contrato |
| Ricardo Rodríguez   | Portero       | Mazatlán F.C.        | Fin de préstamo |
| Irving Márquez      | Defensa       | Jaguares F.C.        | Fin de contrato |
| Luis Carrillo       | Defensa       | Jaguares F.C.        | Fin de contrato |
| Santiago Román      | Defensa       | Bandera de ?         | Fin de contrato |
| Francisco Santillán | Defensa       | Bandera de ?         | Fin de contrato |
| Cristian González   | Defensa       | Club Jaiba Brava     | Fin de contrato |
| Miguel Lozano       | Defensa       | Alacranes de Durango | Fin de contrato |
| Luis Alonso         | Defensa       | Bandera de ?         | Fin de contrato |
| Dennys Navarrete    | Defensa       | Venados F.C.         | Fin de contrato |
| Rodrigo Lajud       | Defensa       | Racing de Veracruz   | Fin de contrato |
| Diego Aguilar       | Mediocampista | Tepatitlán F.C.      | Traspaso        |
| Oscar Millán        | Mediocampista | Atlético La Paz      | Fin de contrato |
| Diego Zago          | Mediocampista | Bandera de ?         | Fin de contrato |
| Jesse Zamudio       | Mediocampista | C.D. Irapuato        | Fin de contrato |
| Kevin Mariscal      | Mediocampista | Bandera de ?         | Fin de contrato |
| Jhory Celaya        | Mediocampista | Bandera de ?         | Fin de contrato |
| Gabriel Sánchez     | Mediocampista | Bandera de ?         | Fin de contrato |
| Aldo Serna          | Mediocampista | Bandera de ?         | Fin de contrato |
| Morrison Palma      | Mediocampista | Neza F.C.            | Fin de contrato |
| Pedro Santos        | Mediocampista | Bandera de ?         | Fin de contrato |
| Paolo Ríos          | Delantero     | Mineros de Zacatecas | Traspaso        |
| Misael Pedroza      | Delantero     | Club Necaxa          | Fin de préstamo |
| Diego Gama          | Delantero     | Bandera de ?         | Fin de contrato |
| Bruno Morales       | Delantero     | Bandera de ?         | Fin de contrato |

## Entrenadores
- Pablo Sabater (2014-2016)
- Silvio Rudman (2016-2018) y (2021)
- Miguel Gómez (2018)
- Isidro Sánchez (2018-2019)
- Lorenzo Sáez (2019-2020)
- Irving Rubirosa (2020-2021)
- Juan Antonio Torres Servin (2021-2022)
- Jonathan Estrada (2022)
- Jorge Villalpando (2022-2023)
- Javier Contreras (2023)
- Francisco Ramírez Gámez (2024)
- Luis Alberto Orozco (2025)
- Marco Fabián Vázquez (2025-presente)

### Entrenadores campeones
Nacional
Silvio Rudman 3 (Apertura 2016, Clausura 2017, Campeón de Ascenso 2016-17)
Internacional
Lorenzo Sáez 1 (Torneo Internacional Premier 2019)

## Uniforme

### Uniformes anteriores
- 2021-2022

| Primer Uniforme | Segundo Uniforme |

- 2020-2021

| Primer Uniforme | Segundo Uniforme |

- 2019-2020

| Primer Uniforme | Segundo Uniforme |

- 2017-2018

| Primer Uniforme | Segundo Uniforme |

- 2016-2017

| Primer Uniforme | Segundo Uniforme | Tercer Uniforme |

## Temporadas
| Apertura 2014              | 3.Segunda LPA        | 2.º (Semifinal)        | S/P |
| Clausura 2015              | 3.Segunda LPA        | 1.º (Cuartos)          | S/P |
| Apertura 2015              | 3.Segunda LPA        | 1.º (Final)            | S/P |
| Clausura 2016              | 3.Segunda LPA        | 3.º (Cuartos)          | S/P |
| Apertura 2016              | 3.Segunda LPA        | 5.º (Campeón)          | S/P |
| Clausura 2017              | 3.Segunda LPA        | 3.º (Campeón)          | S/P |
| Apertura 2017              | 4.Segunda Serie B    | 1.º Grupo II (Final)   | S/P |
| Clausura 2018              | 4.Segunda Serie B    | 5.º Grupo II           | S/P |
| 2018/2019                  | 3.Segunda Serie A    | 10.º Grupo II          | S/P |
| 2019/2020                  | 3.Segunda Serie A    | 1.º Grupo II           | S/P |
| Guard1anes 2020            | 2. Liga de Expansión | 10.º (Cuartos)         | S   |
| Guard1anes Clausura 2021   | 2. Liga de Expansión | 10.º (Reclasificación) | S   |
| Grita México Apertura 2021 | 2. Liga de Expansión | 13.º                   | S   |
| Grita México Clausura 2022 | 2. Liga de Expansión | 12.º (Reclasificación) | S   |
| Apertura 2022              | 2. Liga de Expansión | 14.º                   | S   |
| Clausura 2023              | 2. Liga de Expansión | 8.º (Cuartos)          | S   |
| Apertura 2023              | 2. Liga de Expansión | 15.º                   | S   |
| Clausura 2024              | 2. Liga de Expansión | 12.º                   | S   |
| Apertura 2024              | 2. Liga de Expansión | 12.º                   | S   |
| Clausura 2025              | 2. Liga de Expansión | 12.º                   | S   |

S/P:Sin participación. S:Torneo suspendido

## Palmarés
| Competición nacional                                        | Campeonatos                    | Subcampeonatos |
| ----------------------------------------------------------- | ------------------------------ | -------------- |
| Segunda División de México (2/1)                            | Apertura 2016 , Clausura 2017. | Apertura 2015. |
| Campeón de Campeones de la Segunda División de México (1/0) | 2016-2017.                     |                |
| Segunda Serie B (0/1)                                       |                                | Apertura 2017  |

### Torneos amistosos
- Torneo Internacional Premier (1): 2019

## Redes sociales
- Tlaxcala Fútbol Club en Facebook
- Tlaxcala Fútbol Club en X (antes Twitter)
- Tlaxcala Fútbol Club en Instagram

- Datos: Q24185114